# گنات-ویشنگانه
گنات-ویشنگانه (به لاتین: Gnaty-Wieśniany) یک روستا در لهستان است که در گمینا ویننگتسا واقع شده‌است.